# Dolinka (rejon włodzimierski)
Dolinka (ukr. Долинка) – wieś na Ukrainie w rejonie włodzimierskim obwodu wołyńskiego.
Do 2020 w rejonie iwanickim.